# Athyrium schizochlamys
Athyrium schizochlamys là một loài thực vật có mạch trong họ Woodsiaceae. Loài này được (Ching) K. Iwats. miêu tả khoa học đầu tiên năm 1988.